# Der Standard
Der Standard – austriacki dziennik z siedzibą w Wiedniu. Został założony w 1988 roku.
Nakład gazety w 2013 r. wyniósł 86 tys. egzemplarzy.